# Íñigo Montoya
Íñigo Montoya es un personaje del libro La princesa prometida de William Goldman. Es un experto espadachín español que busca al asesino de su padre, un hombre con seis dedos, para vengarlo. En esa búsqueda se hace célebre su frase: «Hola. Me llamo Íñigo Montoya. Tú mataste a mi padre. Prepárate a morir.»

## Historia

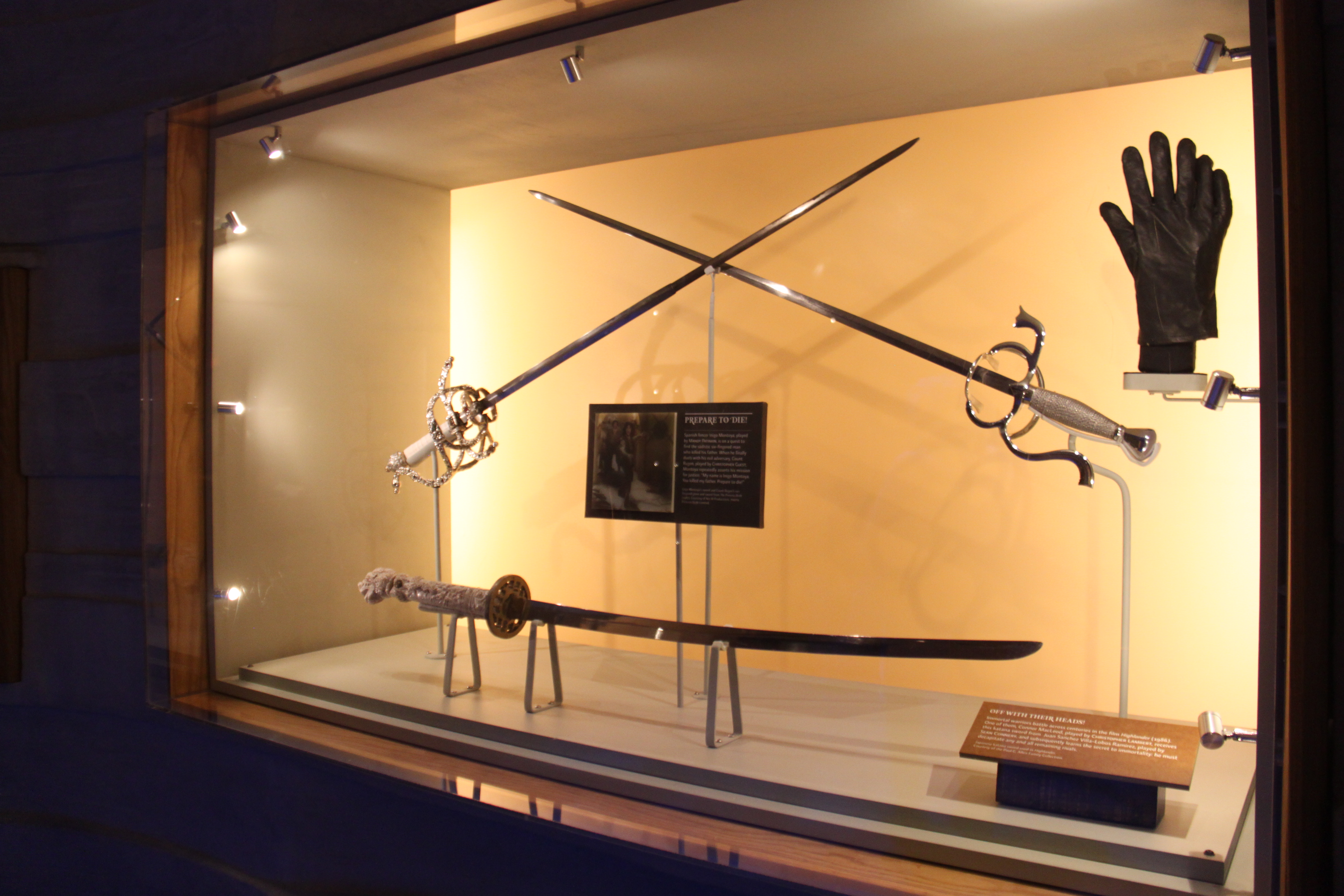
Espada de Íñigo Montoya (izquierda) cruzada con la espada utilizada por Westley (derecha) en el duelo en los Acantilados de la Locura; a su lado, el guante de seis dedos del Conde Rugen.

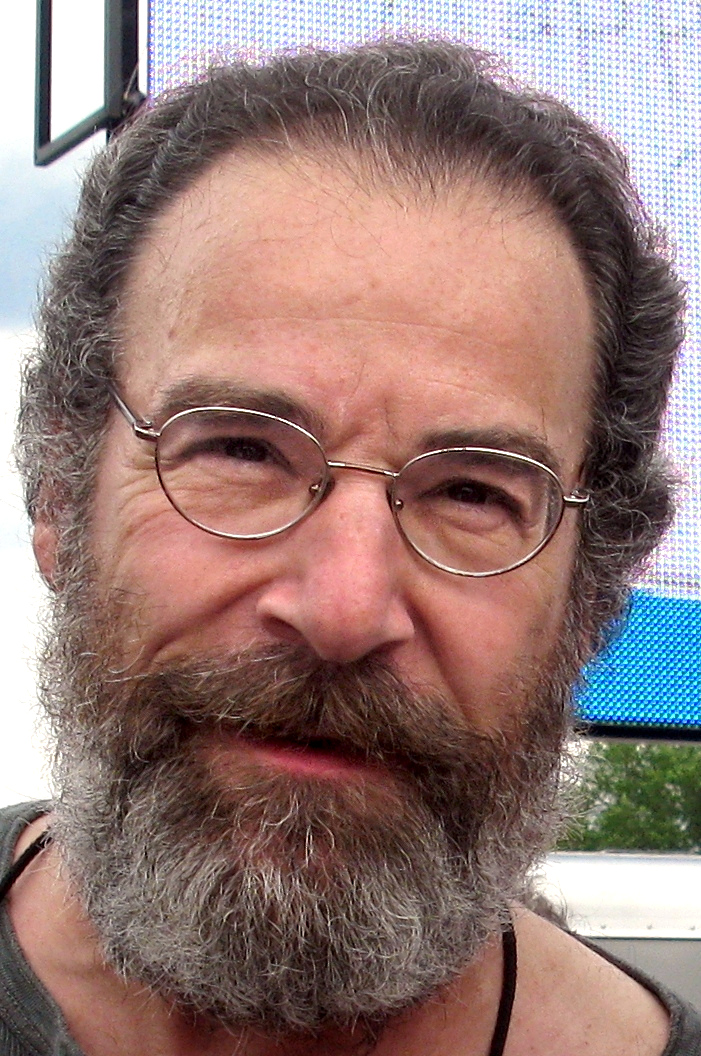
Mandy Patinkin, actor encargado de dar vida al personaje en la adaptación cinematográfica.

Íñigo era originalmente el hijo de un herrero español llamado Domingo Montoya que llevaba una vida sencilla en la forja de un pequeño pueblo. El mejor amigo de su padre era Yeste, considerado el mejor espadero del mundo, aunque lo que todos ignoraban es que las famosas armas que le dieron su fama eran trabajos que pedía a Domingo, quien se consideraba un artesano más que un negociante, por lo que no le interesaba hacer fortuna, sino encontrar un reto que pusiera a prueba sus cualidades ya que aun los más complicados trabajos que Yeste le encargaba no representaban para él un reto.
Un día, cuando tenía diez años, un extranjero de quien Íñigo solo lograba recordar que tenía seis dedos en una mano, apareció contratando al herrero para que forjara para él una espada de calidad sobresaliente; el hombre buscaba la perfección en la esgrima, pero al haber nacido con esta anomalía no lograba el total control del arma, así por primera vez en su vida el padre de Íñigo se encontró ante un reto que puso a prueba su habilidad, creatividad, salud e incluso su cordura ya que trabajó durante meses forjando el arma y diseñando una espada que sacara todo el potencial del que la empuñara hasta que pasado un año logró un arma magnífica con un peso y filo sin igual, sin embargo al llegar el día de concretar el trato, el hombre de los seis dedos puso en duda la calidad del arma como una excusa para pagar solo una décima parte del precio acordado a lo que obviamente el padre de Íñigo se negó, no por considerarlo una estafa sino dolido al ver que había trabajado tanto para alguien que no comprendía el valor de un arma y decidió regalar la espada a su hijo, por lo que sin aviso ni provocación el hombre de seis dedos le atravesó el corazón. 
Íñigo enfurecido al ver esto, tomó la espada que su padre forjó y desafió a un duelo al hombre de los seis dedos, pero siendo solo un niño de once años y careciendo de conocimientos de esgrima no fue capaz de nada, su oponente como burla le perdonó la vida y lo desfiguró cortándole ambas mejillas con heridas tan profundas que marcó su cara de por vida. Yeste se encargó del cuidado de Iñigo pero a pesar de que existía un gran aprecio, tras algún tiempo el muchacho huyó y solo regresó a los veintidós años, tras pasar una década aprendiendo esgrima.
Tras esto Íñigo se dedicó a viajar por el mundo aprendiendo gran cantidad de estilos de esgrima y perfeccionando su habilidad hasta no poder encontrar oponentes que le significaran un esfuerzo, siempre con un objetivo en su mente: encontrar al hombre de los seis dedos, presentarse ante él diciendo, "Hola. Me llamo Íñigo Montoya. Tú mataste a mi padre. Prepárate a morir" y matarlo en un duelo con la espada creada por Domingo; aun así, con el pasar de los años y acosado por las necesidades, se vio acostumbrado a tomar trabajos como matón y guardaespaldas para personas de dudosa reputación, esto sumado a su debilidad por el alcohol lo hicieron conocido como un peligroso matón de mala vida.
Ya siendo un adulto, mientras poco a poco se convencía que la venganza de su niñez era una meta imposible, conoció a Vizzini, un pequeño y tramposo pero astuto siciliano que lo contrató para ser su asesino junto a un gigantesco pero inocente luchador turco llamado Fezzik que se convirtió en su mejor amigo. Vizzini y sus hombres serían contratados en las vísperas del matrimonio del príncipe Humperdink del reino de Florin para secuestrar y asesinar a Buttercup, su prometida, y así motivar una guerra con el reino vecino, sin embargo durante la fuga fueron perseguidos por el Pirata Robert, un sanguinario pirata que aparentemente era inmortal.
Vizzini ordenó a Íñigo que esperara al pirata en Los Acantilados de la Locura y lo matara, pero al verlo agotado por la persecución, el espadachín optó por ofrecerle un duelo de caballeros, por lo que le ayudó a subir el acantilado donde lo esperaba y le permitió descansar antes de enfrentarse, tiempo en que ambos conversaron y trabaron amistad, aun así llevaron a cabo el duelo; para sorpresa de Íñigo el enmascarado resultó poseer habilidades increíbles y aunque en general era inferior a él, el pirata poseía una habilidad levemente más refinada en lo referente a esgrima para terreno liso, por lo que logró sacar ventaja a Íñigo al obligarlo a mantenerse en ese tipo de suelo, derrotando al español, quien pidió morir rápidamente, sin embargo Robert se negaría ya que Íñigo y su habilidad habían despertado su aprecio, por lo que solo lo dejó inconsciente y siguió tras Vizzini (en la versión cinematográfica, el enmascarado es superior al español en todo aspecto de la esgrima).
Íñigo despertó horas después a tiempo para marcharse antes de que las tropas de Humperdink llegaran y como habían acordado con Vizzini esperó a sus compañeros en los barrios marginales de Florin donde debían reunirse en caso de imprevistos, allí se dedicó a emborracharse mientras esperaba. Seis meses después el Escuadrón Brutal, un grupo de matones a la orden del príncipe, hizo una redada e Íñigo en medio de una borrachera comenzó a pelear con ellos, afortunadamente entre los agentes estaba Fezzik, quien lo rescató y huyó con él. Una vez a salvo, el turco le explicó que el enmascarado resultó ser en realidad Westley, el novio legítimo de la princesa que iba en su rescate y que lo derrotó a él una pelea de puños y mató a Vizzini en un duelo de ingenio, pero posteriormente fueron capturados por el príncipe obligando a Fezzik a enrolarse en el escuadrón y llevando a Westley a un calabozo secreto; además le revela que Rugen, el consejero y mano derecha del príncipe tiene seis dedos en una mano.
Tras seis meses de alcoholismo, y a pesar de aun ser catalogado como un prodigio de la espada, Íñigo era consciente de haber perdido parte de su habilidad y exactitud debido al vino; pero viendo tan cerca la posibilidad de vengarse decide rescatar a Westley para que los guíe en un asalto al castillo donde puedan rescatar a Buttercup y enfrentar a Rugen, razonando que alguien que pudo superar su esgrima, la fuerza de Fezzik y la inteligencia de Vizzini podía idear una forma de asaltar el palacio antes de realizarse la boda dentro de pocas horas. Tras rastrear su paradero y descubrir que Westley había sido usado en experimentos por el conde hasta la muerte, los dos hombres roban su cuerpo y lo llevan con el Milagroso Max, el anterior sabio de la corte a quien Humperdink destituyó para favorecer a Rugen, quien acepta resucitarlo como venganza contra el príncipe.
El trío logra asustar y hacer huir a las tropas que protegen las puertas del castillo aprovechando la fama aterradora del Pirata Robert; una vez dentro, mientras Fezzik se encarga de los soldados y Westley encara al príncipe y rescata a su amada, Íñigo persigue a Rugen repitiendo una y otra vez la frase "Hola. Me llamo Íñigo Montoya. Tú mataste a mi padre. Prepárate a morir." y aunque el conde lo hiere a traición no logra matarlo, aún más, el espadachín permite que lo hiera en ambos brazos tras lo cual aun es capaz de derrotarlo fácilmente y quitarle la vida no sin antes desfigurar sus mejillas y hacerlo rogar por su vida.
Una vez cumplida su venganza se reunió con sus compañeros y escapó del castillo. Tras verse a salvo Westley le explica que, ya reunido con su novia, no tiene motivo para seguir navegando, por lo que desea que se convierta en el siguiente Pirata Robert, idea que agrada a Íñigo ya que ahora, cumplida su venganza, necesita un nuevo objetivo que lo guíe en su vida.
En la versión de la novela sin embargo el desenlace es mucho más abierto, explicando que mientras huyen del castillo y antes de poder llegar a puerto, Humperdink y sus tropas los alcanzan teniendo además que lidiar con el hecho de que Fezzik accidentalmente hace que se extravíen, el caballo de Buttercup pierde una herradura, Westley sucumbe a su mala condición física y la herida de Íñigo se agrava, cerrando la historia sin aclarar si logran huir o no.

## Cine
En 1987, la obra fue llevada al cine por Rob Reiner con guion del propio William Goldman, siendo el personaje de Íñigo Montoya encarnado por el actor y cantante estadounidense Mandy Patinkin.